# Jacobyana centrafricana
Jacobyana centrafricana (лат.) — вид жуков-листоедов (Chrysomelidae) рода Jacobyana из трибы земляные блошки (Alticini, Galerucinae). Африка: Конго (ДРК, Nord Kivu).

## Описание
Мелкие жуки (около 3 мм) чёрного цвета (ноги светлее, а вершины надкрылий красноватые) с телом овальной формы (почти эллиптической), блестящие. Максимальная ширина пронотума у основания 1,39 мм, а у надкрылий она равна 1,88 мм. Обладают прыгательными задними ногами с утолщёнными бёдрами. Усики 11-члениковые (3-й сегмент короче первого). 3-й членик усиков почти равен по длине 4 и 5-му сегментам вместе взятым. Пронотум с щетинконосной порой около середины бокового края. Питаются растениями. Видовое название J. centrafricana отражает географическое расположение типовой серии.